# 数学史

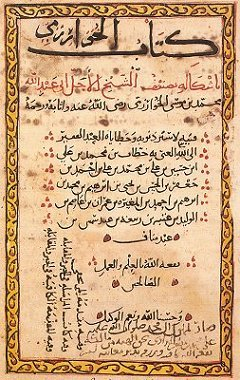
ヒサーブ・アル＝ジャブル・ワル＝ムカーバラ。最古の数学文書の一つとして知られる。

数学史（すうがくし、英語: history of mathematics）とは、数学の歴史のことである。第一には、数学上の発見の起源についての研究であり、副次的な興味として、過去の数学においてどのような手法が一般的であったかや、どのような記号が使われたかなども調べられている。

## 概要
数学史は、文明が起こる以前に遡って説明することができる。そこには、狩猟や採集、また生活を維持するために必要だった計数の概念などが含まれる。また、文明成立後は各地で様々な水準の数学の発展が興るが、やがて文明の交流によって現代の数学に繋がっていく。

## 原始時代から古代の数学的概念

### 数の概念、計数
有史より遥か古い時代の線画にも、数学の知識や、天体観測に基づいた測時法があったことを示すものがある。古生物学者による例では、南アフリカの砂岩洞窟の中に、幾何学的模様で彩られた線刻画が発見され、紀元前7万年頃のものと推定されている。他にも、アフリカやフランスで発見されている紀元前3万5千～2万年頃の先史時代遺物の中に、時間を表現しようとした形跡がある。
古代、記数法は、女性が生理の日を記録するために必要とされたという証拠がある。また、28～30のキズがついた石や骨が、複数見つかるという事例がある。さらに、ハンターたちは獣の群について考慮する際には、「1」「2」「多数」、さらに「無」や「零（れい、ゼロ）」の概念を使っていたということも分かっている。整数や実数といった数の集合の要素の一つとして零を見出したとは言えないものの、零の概念はこの時期からすでにあったということもできる。

### 算術、幾何学の始まり
イシャンゴの骨といわれる遺物が、ナイル川源流地域（コンゴ民主共和国北東部）で発見されており、紀元前2万年頃のものと推測されている。この骨が表現している内容は、最初期の素数列や、古代エジプトのかけ算であると考えられている。また、紀元前5000年代のエジプト先王朝時代のエジプト人は幾何学的・空間的デザインの絵画表現を残している。紀元前3000年代以降のイングランドやスコットランドにおける巨石記念物には、円、楕円、ピタゴラス数、などの数学的概念が織り込まれているとの指摘がある。
古代インド数学で知られている最古の史料は、紀元前3000～2600年頃の、北インドおよびパキスタンに位置したインダス文明（ハラッパー文化）にある。　ハラッパー文化は十進法を使った重量・距離の計量法を発達させ、驚くほど精密で数学的な比率の寸法をもったレンガを作っていた。また、道は完全な直角をなして敷設されている。彼らが用いたデザインには立方体・樽型・円錐・円柱などを含む幾何学的形態や、同心あるいは交錯する円や三角形などの意匠がある。発見された数学用具には、十進目盛が刻まれ、細かく精細な目盛りの付いた正確な定規や、地平座標における角度を40度あるいは360度法で測るために用いられた貝のコンパス、天球を8ないし12分して計測するための貝製の計測器、航法のために星の位置を計測する計測器などがある。インダス文字はまだ解読されていないため、ハラッパーの文字による数学についてはほとんどわかっていない。考古学的な証拠によれば、この文明は、8を基数とする記数法を使っており、円周率πの値を知っていたとの説がある。中国の殷王朝時代（紀元前1600年頃～1046年）には、現在も使われる漢数字の初期のものが、亀甲に彫られている。周王朝の時代にすでに用いられていた算籌（さんちゅう）記法は竹の棒を並べて数を表した方法を字写したものだが、これは位取り記数法の歴史上最も古い現れだと見なすことができる。例えば「123」を（縦書きで）表す場合は以下のようにする。まず「1」を表す数字を書く。次に「100」を表す数字を書く。次に「2」を表す数字を書く。次に「10」を表す数字を書く。そして「3」を表す数字を書く（要するに「一百二十三」と書く）。これは、算盤での計算を可能にした。算盤が発明された時期は不明だが、西暦190年頃に劉徽により書かれた『九章算術』の注釈の中に記述が存在する。

### 法則性の発見
近代においては知識が全世界に拡散したが、それ以前の時代では、数学上の発見についての記録があるのは限られた地域のみである。発見されている古い数学文書として、
- プリンプトン322 - バビロニア数学、紀元前1900年頃
- モスクワ数学パピルス - エジプト数学、紀元前1850年頃
- リンド・パピルス - エジプト数学、紀元前1650年頃
- シュルバ・スートラ - インドの数学、紀元前800年頃

などがある。これらの文書はすべてピタゴラス数について述べており、ピタゴラスの定理の内容は最も早く最も広まった数学の法則の一つであると見なせる。これらの例は、ピタゴラス数のうちのいくつかの振る舞いを調べたり、その法則性に注目しているに過ぎない。普遍性を仮定する定理（証明された真なる命題）という概念は、ギリシア文明以降で見られるようになる。

## 古代から中世における数学の発展

### 概要
エジプトおよびバビロニア数学は、古代ギリシアにおいてさらに発展した。古代ギリシアの数学は、手法と内容の両方を革新したという点で、非常に重要であると考えられている。これら古代文明で発展した数学は、イスラム数学でさらに大きく発展した。多くのギリシア語とアラビア語の数学の文献が中世のヨーロッパでラテン語に翻訳され、さらに発展した。
紀元前にも数学や文化の地域間の相互作用の証拠はいくつも見られるが、古代・中世の数学史の特徴は、大発展の後しばしば何世紀もの停滞が起きたり、地域ごとに特色を持って発展していることである。文化の交流が蓄積し、14世紀にイタリアでのルネサンスやヨーロッパの大航海時代が始まると、数学上の新発見が他の科学上の発見と顕著に相互作用を持ちながら進歩し続けるようになった。この傾向は現代まで続いている。本節では、地域ごとに特色を持って発展した初期の数学の発展について述べる。

### 中東での数学の発展

#### メソポタミア
バビロニア数学は、初期シュメール人からヘレニズム期初期のメソポタミア（現代のイラク）の人々の数学を示す。バビロンが研究場所の中心的役割を果たし、ヘレニズム時代に終えたことからバビロニア数学と呼ばれた。この時点から、バビロニア数学はギリシアおよびエジプト数学と融合し、ヘレニズム数学をもたらした。その後イスラム帝国のもと、イラク／メソポタミア、特にバグダードは再度イスラム数学の研究の重要な中心となった。
散在した文献しか残されていないエジプト数学と対照的に、バビロニア数学は1850年以降掘り出された400以上の粘土板で知ることができる。粘土板は湿っている間に楔形文字で書かれ、釜で焼くか日光で熱して硬くする。これらの幾つかは、宿題を採点したものと思われる。
数学が記述された最も古い証拠は、メソポタミア最古の文明を興した古代シュメール人までさかのぼる。シュメール人は、紀元前3000年から複合的な測定システムを開発した。紀元前2500年頃以降、シュメール人は粘土板に乗算表を書き、幾何学の学習と除算問題に利用した。バビロニア文字の最古の形跡もまた、この時代にさかのぼる。
復元された粘土板の大部分は紀元前1800〜1600年の時代であり、分数、代数、二次および三次方程式、およびピタゴラス数の概念が扱われている（プリンプトン322参照）。粘土板にはまた、乗算表、三角法表および一次と二次方程式の解法が含まれている。バビロニアの粘土板YBC 7289は、2の平方根の小数点第5位まで正確な近似値を出している。円周率の値として、実際的な計算のためにはしばしば 3 が用いられていたが、22/7 などのより精確な近似値も知られていた。（円周率の歴史も参照のこと）
バビロニア数学は、六十進法（60を底とする）の位取り記数法を記述していた。ここから、現在1分が60秒、1時間が60分、および円が360度 (60 × 6) の用法が由来している。60には多くの約数があるという事実により、バビロニア数学の進歩が促進された。また、エジプト、ギリシア、ローマ数学と異なり、バビロニア数学は正しい位取り記数法を持ち、左の列に書かれる数字が、十進法より大きな値を示す、しかしながら、小数点に相当するものが欠けているため、数字によって実際に表されている数値はしばしば文脈から推論しなければならなかった。

#### エジプト
エジプト数学は、エジプト語で書かれた数学を示す。ヘレニズム時代から、エジプト人学者の記述言語としてギリシア語はエジプト語に代わり、この時点からエジプト数学はギリシアおよびバビロニア数学と融合しヘレニズム数学となった。 エジプトでの数学研究は後に、イスラム帝国のもとイスラム数学の一部として続き、アラビア語がエジプト人学者の記述言語となった。
今まで発見された最古の数学の文書は、エジプト中王国の紀元前2000〜1800年のパピルスである、モスクワ数学パピルスである。他の古代数学文書と同様に、今日でいう「単語問題」または「文章問題」からなり、明らかに娯楽を目的としたものであった。注目するべきものには、切頭体の体積を求めるための方法を表している以下のようなものがある：「ピラミッドを切断し、高さ6、底辺4、上辺2である。4を二乗すると16。4を倍にすると8。2を二乗すると4。16と8、および4を加えると28。6の3分の1を得るので2回。28を2回取るので56。結果は56。正しい結果である。
リンド・パピルス（紀元前1650年頃）は、もう一つの主要なエジプト数学のテキストであり、整数論と幾何学のマニュアルになっている。また、乗算、除算、および単位分数の公式の解法や、合成数と素数、整数論、幾何学、と調和平均、エラトステネスの篩と完全数（とくに、6に関する記述）について一定の数学的知識が得られていたことの証拠もえられている。また、簡単な一次方程式の解法が示されており、等差数列と幾何級数も扱っている。
また、リンド・パピルスでは、1パーセント未満の誤差で円周率の近似値を得る方法や 、円積問題への過去の取り組みが述べられ、さらに余接関数の一種について、知られているかぎり最古の使用例を見いだすことができる。これらの知見は解析幾何学に関わる基礎的な体系がこの時代に確立されていたことを示している。
さらに、ペルリン・パピルス（紀元前1300年頃）は、古代エジプト人が簡単な二次の連立方程式の解法を知っていたことを示している。

#### イスラム数学（西暦800〜1500年頃）

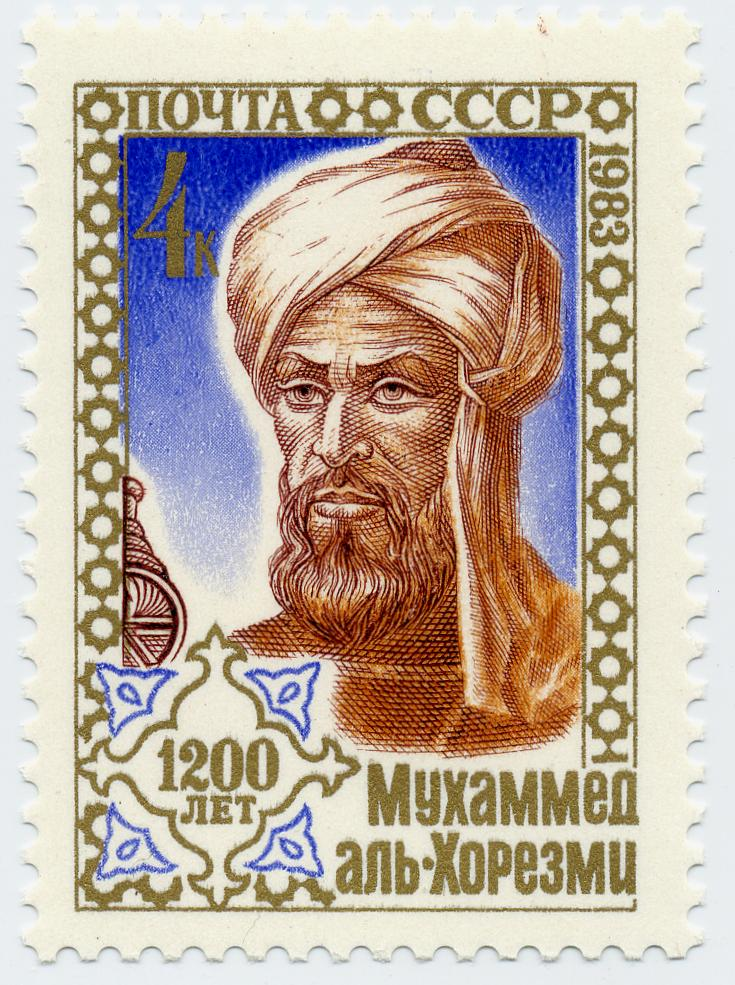
フワーリズミー

イスラム帝国は、中東、中央アジア、北アフリカ、イベリア半島、および8世紀のインドの一部にわたって成立し、数学に重要な貢献を果たした。ほとんどのイスラムの数学書はアラビア語で書かれたが、すべてをアラブ人が書いたのではない。ヘレニズムにおけるギリシア語と同様に、アラビア語は当時のイスラム世界中のアラブ人以外の学者はアラビア語を使用した。重要なイスラム数学者にはペルシア人もいる。
フワーリズミーは、9世紀バグダードのペルシア人数学者で天文学者であり、インド・アラビア数字および方程式の解法に関する重要な本を著した。彼の著作で西暦825年頃に書かれた『インドの数の計算法』は、アラブ人数学者アル＝キンディーと共に作成され、インド数学とインド・アラビア数字を西洋に広める助けとなった。「アルゴリズム」の語は、彼の名のラテン語化、「Algoritmi」に由来し、「代数学 (algebra) は彼の著作の名称『ヒサーブ・アル＝ジャブル・ワル＝ムカーバラ』（約分と消約の計算の書）に由来する。フワーリズミーは、古代の代数的手法の保存とこの分野への独自の貢献より、「代数の父」と呼ばれている。代数学の更なる発展は、アル＝カラジ (Al-Karaji) （西暦953〜1029年）の論文『アル・ファフリー』で、未知数の整数冪乗と整数根を包含する方法論を拡張した。10世紀に、アブル・ウワファはディオファントスの著作をアラビア語に翻訳し、正接関数を進展させた。
数学的帰納法を用いている最初の数学的証明は、西暦1000年頃のアル＝カラジの著作に現れ、二項定理、パスカルの三角形、積分立方数合計の証明に使われた。 数学歴史家のF. Woepckeは、アル＝カラジを「最初に代数的な微分積分学の理論を導入した者」として賞賛した。イブン・アル＝ハイサムは、二重平方数の和の公式を推論した最初の数学者であり、帰納法を使用して、任意の整数の冪乗の和に対する一般公式を決定する方法を開発し、それが積分法の発展の基礎となった。
ウマル・ハイヤームは12世紀の詩人、数学者で、『ユークリッドにおける困難に関する議論』でユークリッド原論の不備、特に平行線公理について述べ、その結果、解析幾何学および非ユークリッド幾何学の基礎を築いた。また、三次関数の一般的な幾何学的な解法を考案した。彼はまた、暦法の改正に非常に大きな影響を与えた。13世紀のペルシア人数学者、ナスィールッディーン・トゥースィーは、球面三角法を進展させた。彼はまた、エウクレイデスの平行線公理に関する有力な書を著した。15世紀にアル＝カーシーは、円周率を小数点16桁まで計算した。カーシーはまた、n乗根を計算するアルゴリズムを持ち、それは数世紀後のパオロ・ルフィニおよびホーナーによる手法の特殊な例であった。他の特筆すべきイスラム数学者には、イブン・ヤフヤ・アル＝マグリービー・アル＝サマウアル (Ibn Yahyā al-Maghribī al-Samaw'al) 、サービト・イブン＝クッラ、アブ・カミル (Abū Kāmil Shujā ibn Aslam) 、アブー・サフル・アル＝クーヒーがいる。
この時代のイスラム数学者の成果には、代数学とアルゴリズムの発展（フワーリズミー参照）、球面三角法の発展、アラビア数字への小数点の追加、正弦を除く現在の三角関数のすべての発見、キンディーによる暗号解読と頻度分析の導入、アル＝カラジによる微分積分学の導入と数学的帰納法による証明、イブン・アル＝ハイサムによる解析幾何学と初期の無限小一般公式と積分法の発展、ウマル・ハイヤームによる代数幾何学の開始、ナスィールッディーン・トゥースィーによるユークリッド幾何学の平行線公理への最初の反証、非ユークリッド幾何学の最初の試み、その他代数学、算術、微分積分学、暗号理論、幾何学、数論、および三角法における多大な進歩があった。
オスマン帝国（15世紀〜）の時代に、イスラム数学は停滞した。これは、ローマ人がヘレニズムを征服したときの数学の停滞と類似している。
ジョン・J・オコナーとエドモンド・F・ロバートソンは『マックチューター数学史アーカイブ』で述べた：

### インドでの数学の発展

#### 初期のインド数学
ヴェーダ数学は器時代の初期に始まり、『シャタパタ・ブラーフマナ』（紀元前9世紀頃）で円周率を小数点第2位まで概算していた。『シュルバ・スートラ』（紀元前800〜500年頃）は幾何学テキストであり、無理数、素数、帰一算、立方根を使用し、2の平方根を小数点第5位まで計算し、円積問題の方法論を与え、線型方程式と二次方程式を解き、ピタゴラス数の理論の代数的な展開と、ピタゴラスの定理の記述および数値的な証明が与えられている。
パーニニ（紀元前5世紀頃）はサンスクリットの文法規則を定式化した。パーニニの記法は、現在の数学的表記と同様であり、メタ規則、変換および再帰は洗練され、その文法規則はチューリングマシンと同等の計算能力を持っていた。ピンガラ (Pingala) （およそ紀元前3〜1年）は、韻律の論文で二進法に類似する仕組みを使用した。彼の拍子組合わせ論は、二項定理に類似する。ピンガラの作品はまた、フィボナッチ数の基本的概念（mātrāmeru と呼ばれた）を含む。ブラーフミー文字は、少なくとも紀元前4世紀のマウリヤ朝以降に発達し、最近の考古学の証拠で紀元前600年に時代が戻された。ブラーフミー数字は紀元前3世紀である。
紀元前400年から西暦200年の間、ジャイナ教の数学者は数学の唯一の目的のために研究を始めた。彼らは最初に超越数、集合論、対数、および添字、三次方程式、四次方程式、列と数列、順列と組合わせ、二乗と平方根導出、有限および無限冪乗について、基本法則を発展させた。紀元前200年から西暦200年の間に書かれたバクシャーリー写本には、最大5つの未知数を含む線型方程式の解、二次方程式の解、算術数列および幾何数列、複数の数列、二次不定方程式、連立方程式、および0と負の数が記述された。無理数の正確な計算が発見でき、100万から少なくとも小数点11位の平方根の計算が含まれている。

#### 中世インド数学（西暦400〜1600年頃）

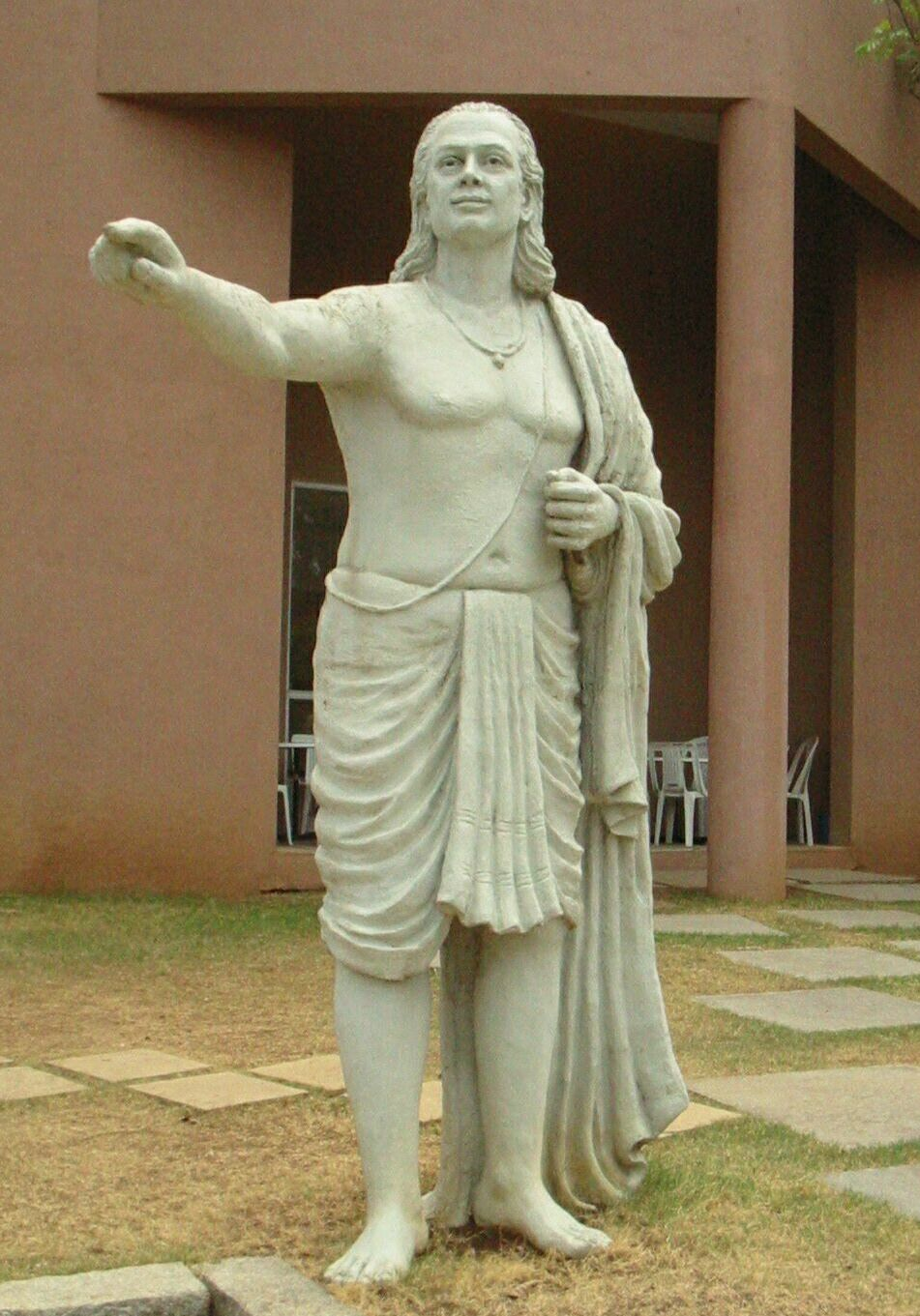
アリヤバータ

『スーリヤ・シッダーンタ』 (Surya Siddhanta) （西暦400年頃）は三角関数、正弦、余弦、逆正弦関数を導入し、天体の実際の動き、空の中での実際の位置を決定する法則の基礎を築いた。この文書では、より古くの文書の写しで、天体時間の周期が述べられ、365.2563627日間の恒星年に対応し、現在の公称値である365.25636305日間より1.4秒長いだけである。この文書は、中世にアラビア語とラテン語に翻訳された。
アリヤバータは、西暦499年に正矢関数 (Versine, 1 - cos θ) を導入し、正弦の最初の三角法表を作成し、代数学、無限小、微分方程式の解法とアルゴリズムを開発し、現代と同等な手法により線型方程式の解を求め、また万有引力の地動説に基づく正確な天文学の計算を行った。彼の著作『アーリヤバティーヤ』 (Aryabhatiya) は、アラビア語翻訳が8世紀に、ラテン語の翻訳が13世紀に行われた。彼はまた、円周率の値を小数点以下第4位の3.1416まで計算した。後の14世紀に、サンガマグラーマのマーダヴァは、円周率を小数点以下第11位まで計算した。
7世紀に、ブラーマグプタはブラーマグプタの定理、ブラーマグプタの二平方恒等式、ブラーマグプタの公式を定め、『ブラーマ・スプタ・シッダーンタ』で初めて、明快に0を空位および数字の両方として使用し、インド・アラビア数字を説明した。このインド数学書（西暦770年頃）の翻訳から、イスラム数学者は数字体系を導入し、アラビア数字に採用した。イスラム学者はこの数字体系の知識を12世紀までにヨーロッパに伝え、世界中で旧数字体系を置き換えている。10世紀に、ピンガラの著書についてのハラユーダ (Halayudha) の論評には、フィボナッチ数、パスカルの三角形の研究が含まれ、行列の計算が記述された。
12世紀に、バースカラ2世は、導関数、微分係数、微分法の概念と共に、微分学を考えだした。彼はまた、ロルの定理（平均値の定理の特殊な場合）を述べ、ペル方程式を研究し、正弦関数の導関数を調査した。14世紀から、マーダヴァと他のケーララ学派の数学者は、この概念を発展させた。彼らは、解析学と浮動小数点数、微分積分学の基礎から総合的な開発を行った。これには、平均値の定理、限界点の積分、曲線の下の領域とその不定積分または積分、収束判定、非線型方程式を解くための反復法、および無限級数、冪級数、テイラー級数、三角級数が含まれる。16世紀に、ジャヤスタデーヴァ (Jyeṣṭhadeva) がケーララ学派による発展と定理の多くを『ユクティバーサ』 (Yuktibhasa) に統合した。これは、世界初の微分学の教科書であり、積分法の概念もまた導入した。インドでの数学の進歩は、16世紀後半の政治的混乱のため停滞した。

### 中国での数学の発展

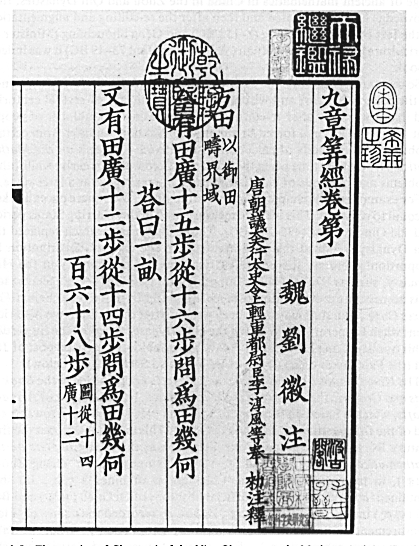
『九章算術』

中国では古代から算籌（さんちゅう）と呼ばれる小さな木っ端や竹などを用いた計算が行われていた。この計算方法では、算籌によって表した一から九までの基数を位取り式に並べることで様々に数を表した。これを用いて、加減乗除から求根、方程式を解くに至るまで様々な算術が扱われ、中国数学はこの計算術の下で発展した。なお漢字の「算」は、音を表す「具」と意味を示す（算籌を暗示させる）「竹」とを組み合わせた形声文字である。
紀元前212年に、秦の始皇帝が秦国外の書物をすべて燃やすことを命じた。この命令が完全に遂行されることはなかったが、結果として古代中国数学に関しては僅かしか知られていない。周（紀元前1046年〜）以降、焚書を免れた最古の数学書は『易経』であり、哲学、数学、および神秘的目的で、8種3組（三重）および64種6組（六重）が使用される。各組は分割した、または切れ目の無い直線で構成され、それぞれ陰「女性」陽「男性」と呼ばれる。（六十四卦参照）
中国の幾何学の現存する最も古い書物は、紀元前330年頃の墨家の哲学原理で、墨子（紀元前470〜390年）の後継者により編纂された。『墨経』は、物理化学に関する様々な分野を記述し、数学について僅かながら書き示した。
焚書の後、漢（紀元前202年〜西暦220年）は、現在失われた書物を拡張したと推定される数学書を生み出した。最も重要な書物は『九章算術』であり、全編が完成したのは遅くとも西暦179年だとされている。しかし、一部は別の書名の下にそれ以前から存在した。この数学書は、その名の通り九つ、すなわち方田・粟米・衰分・少広・商功・均輸・盈不足・方程・勾股の章に分けて、農業、商業、幾何学、工学、測量に関する246語の問題で構成され、特別な直角三角形および円周率の要素を含んでいる。また、体積におけるカバリエリの定理を、西洋でカバリエリが提案する1,000年以上前に使用していた。ピタゴラスのピタゴラスの定理の数学的証明、およびガウスの消去法の数式も含まれている。方程（連立方程式のこと）の章では、益の数・損の数を表す正算・負算という赤と黒の算籌の区別を用いて連立方程式を解き、正負計算の法則までも述べている。この書は中国や朝鮮では長い時期にわたって重要な数学の教科書の一つとして扱われた。この書の研究としては西暦3世紀に劉徽による論評と問題や解法の数学的考察が行われた。
さらに、漢の天文学者、発明家である張衡（西暦78〜139年）の数学書には円周率の公式化があり、劉徽の計算と異なっていた。張衡は、球体の体積を求めるために円周率の公式を使用した。また、数学者で音楽理論家の京房（紀元前78〜37年）は、ピタゴラスコンマを用いて53の完全五度が31オクターヴにほぼ等しいことを述べた。これは後に、ドイツのニコラス・メルカトルが17世紀に53平均律を発見するまで、正確に計算されることはなかった。

張衡（西暦78〜139年）

南北朝時代の祖沖之（5世紀）は、円周率の値を小数点以下第7位まで計算した。これは以後1,000年間、最も正確な値であった。
漢に続く唐の開始と宋の終わりまでの約1,000年間、ヨーロッパの数学が存在しない時代に、中国数学は繁栄した。官僚登用試験である科挙においても数学は科目に含まれ、初期中国の主な数学業績を集めた『算経十書』が教科書として推奨された。
中国で最初に開発され、後に西洋で多く知られるものに、負の数、二項定理、線型方程式を解決するための行列手法、および中国の剰余定理がある。中国ではまた、ヨーロッパで知られる前に、パスカルの三角形、帰一算が開発された。この時代大いに発展した算法に天元術がある。これは算籌を用いた代数問題の解法であって、問題に与えられた条件から計算を施して、等式から一元数次方程式を作る算法である。朱世傑はこれを四つの未知数まで拡張させて高次の四元連立方程式の解法、四元術を創った。また、方程式自体を解くために、天元術とともに、一般次数における方程式の近似解法の開方術が発展した。この天元術を主とした中国の算法は江戸時代の日本に伝わり、和算の発展の大きな要因となった。祖沖之や朱世傑の他に、唐や宋の時代の重要な人物として、一行、沈括、賈憲、秦九韶、李冶達がいる。科学者の沈括は、微分積分学、三角法、度量衡学 (Metrology) 、順列に関する問題を使用して、特定の戦闘陣形が使用できる地勢の空間や、兵糧の量に対して継続可能な軍事作戦の期間を計算した。
中国ではまた、魔方陣として知られる複雑な結合図表が古くから述べられ、楊輝 (Yang Hui) （西暦1238〜1298年）によって完成された。
その後17世紀初年においては、中国に資本主義がめばえ、商業算術が発展してそろばんを用いた珠算が普及し、初等的な実用数学が重要視された。よって高度な数学の研究は大きく減少し、くわえて丁度この時に、マテオ・リッチ（Matteo Ricci, 利瑪竇）ら宣教師たちにより西洋数学が伝来し、中国数学は西洋科学ととって替わられ、衰退の一途を行くこととなった。
古代中国の数学の方法がインドに伝えられたという直接の記録はないものの、インド数学におけるいくつかの方法は古代中国のそれに類似しており、何らかの伝播があったことを示唆している。6世紀頃におけるインド数学における位取り記数法の導入に影響を与えているとの見方を示している。そのほかにインド数学における分数の記法や比例問題の解法などの算法、円周率の表示 3927/1250 などに中国の数学との類似や一致が見られる。インドを通じたイスラム圏への中国数学の伝播の他に、元の西進による中国の暦法がイスラム圏に伝えられた。さらに、アル・カーシーによる「算術の鍵」（1427年）の中で行われている算法のいくつかは宋・元時代に中国で発展させられたものと一致している。とはいえ、ヨーロッパの数学がルネサンスの間に栄えた後でさえ、重要な中国数学の成果は衰退する中、ヨーロッパと中国の数学は総じて別個の流儀であった。後にマテオ・リッチのようなイエズス会宣教師が16世紀から18世紀にかけて2つの文化の間で数学思想を交流させた。

### ギリシアおよびヘレニズム数学（紀元前550年〜西暦300年頃）

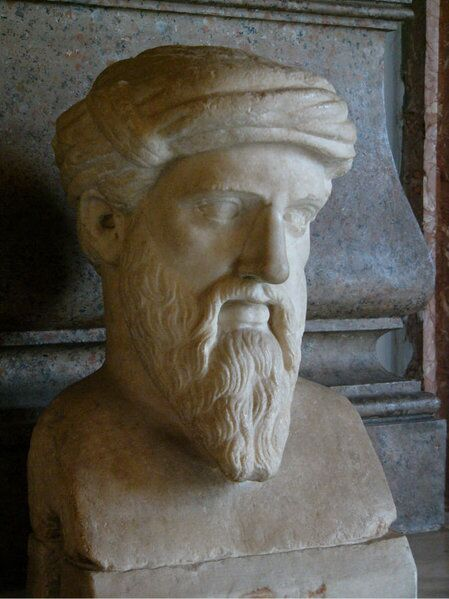
サモスのピタゴラス

ギリシア数学は紀元前6世紀頃から西暦450年の間にギリシア語で書かれた数学を示す。ギリシア人数学者は東地中海全体、イタリアから北アフリカに広がる都市に住んでいたが、これらの地域は文化と言語で結びつけられていた。ギリシアの数学は、ヘレニズム数学とも呼ばれる。

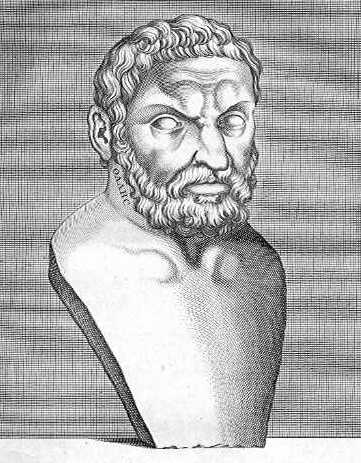
ミレトスのタレス

ギリシア数学は、以前の文化で発達した数学に比べて遥かに洗練されたものであった。ギリシア以前の数学は、すべて帰納的推論を示している。すなわち、繰り返した観測で経験則を証明した。ギリシア数学は、対照的に、演繹法を使用した。ギリシア人は、定義および原理から結論を得る論理を使用した 。
ギリシア数学はタレス（紀元前624〜546年頃）とピタゴラス（紀元前582〜507年頃）が始めたと考えられる。影響範囲について異論はあるものの、彼らはエジプト、メソポタミア、および恐らくインドの知識に影響を受けた。伝説では、ピタゴラスはエジプトに旅行し、数学、幾何学、および天文学をエジプトの指導者から学んだと言われている。
タレスは、幾何学を使用して、ピラミッドの高さや岸から船までの距離を計算する等の問題を解決した。ピタゴラスの定理について、ピタゴラス以前からその主張には長い歴史があるものの、定理に最初の証明を与えたのが彼であるとの名声をもつ。エウクレイデス（ユークリッド）によるピタゴラスの論評において、プロクロスはピタゴラスが彼の名を冠する定理を述べ、幾何学的でなく代数学的にピタゴラス数を構成したと述べている。アカデメイアは、「幾何学に精通しない者はここに入るべからず」とのモットーを持っていた。
ピタゴラス学派は無理数の存在を発見した。エウドクソス（紀元前408〜355年頃）は、現在の積分法の先駆である、取り尽くし法を開発した。アリストテレス（紀元前384〜233年頃）は最初に論理学の法を書いた。エウクレイデスは今日の数学でも使用される形式である、定義、原理、定理、証明の最も初期の例である。彼はまた円錐曲線の研究も行った。彼の本、『ユークリッド原論』は、20世紀の中頃まで、西洋で教育を受けたものすべてに知られていた。ピタゴラスの定理などの幾何学のよく知られた定理に加えて、『ユークリッド原論』には2の平方根が無理数であることや素数が無限に存在することの証明が記述されている。素数の発見にはエラトステネスの篩（紀元前230年頃）が使用された。
ギリシア数学の、あるいは全時代の最も偉大な数学者は、シラクサのアルキメデス（紀元前287〜212年）であると言われている。プルタルコスによると、75歳のとき、地面に数式を書いている最中にローマの軍人に槍で刺されたとされている。古代ローマは純粋数学への関心の証拠をほとんど残していない。

## 中世以降のヨーロッパ数学の発展
中世ヨーロッパの数学への関心は、現代の数学者と全く異なる動機にもよっていた。その1つは、数学による自然の記述を通じて宗教的な理解が促進されるという信念であり、プラトンの『ティマイオス』および聖書の『知恵の書』11章20節によって幾度も正当化された。

### 中世初期（西暦500〜1100年頃）
ボエティウスは、算術、幾何学、天文学、音楽を示す用語『四学科』を作り、カリキュラムに数学を加えた。彼は、ニコマコス (Nicomachus) の『算術入門』の意訳で、またギリシア文献に由来する『算術教程（De institutione arithmetica）』、エウクレイデスのユークリッド原論の抄録集を著した。彼の著作は、実用的というよりむしろ理論的であり、ギリシアとイスラムの数学文献の回復まで、数学研究の基礎であった。

### ヨーロッパ数学の復活（西暦1,100〜1,400年頃）
12世紀に、ヨーロッパの学者はアラビア語科学文献を求めてスペインとシチリア島に旅行した。これにはチェスターのロバートによりラテン語に翻訳されたフワーリズミーの『ヒサーブ・アル＝ジャブル・ワル＝ムカーバラ』、バースのアデラード、カリンツィアのヘルマン (Herman of Carinthia) 、クレモナのジェラルドにより様々な版が翻訳されたエウクレイデスのユークリッド原論の完全な書が含まれる。
これらの新しい文献は数学の復活をもたらした。レオナルド・フィボナッチは1202年に『算盤の書』 (Liber Abaci) を著し、エラトステネスの時代から1,000年以上を経て、ヨーロッパの最初の重要な数学をもたらした。この数学書はヨーロッパにインド・アラビア数字を導入し、他の多くの数学問題が議論された。14世紀には、幅広い問題を研究するための新たな数学の観念の発展が見られた。数学の発展に貢献した重要な分野は、軌跡の動きの分析に関するものであった。 
トーマス・ブラッドワーディン (Thomas Bradwardine) は、力(F)が抵抗(R)に対して幾何学的比例で増加するように、速度(V)が算術的比率で増加することを主張した。ブラッドワーディンはこれを特定の例の一連で示し、対数はまだ発想されていなかったが、彼の結論を時代錯誤的に次のように表すことができる：V = log F/R。ブラッドワーディンの解析はアル＝キンディーとヴィラノバのアーノルド (Arnaldus de Villa Nova) の数学的手法を複合薬の種類を異なる物理的問題に定量化するために移しかえた例である。
14世紀のオックスフォード大学マートン・カレッジの1人、ヘイツベリーのウィリアムは、微分法と極限の概念を欠きながら、ある瞬間の速度を『もし……与えられた瞬間に動く速度が同じ度合いで均一に動くならば、[物体が]描くであろう軌道により』測定することを提案した。
ヘイツベリーらは、均一に動作を加速する物体が移動する距離（現代では積分法で解決できる）を数学的に測定し、『均一に[速度の]増分を加速または減速する物体が、与えられた時間で移動する[距離]は、平均の[速度の]度合いで同じ時間の間継続して動作するものと完全に等しい』と述べた。
パリ大学のニコル・オレームとイタリア人のカサーリのジョバンニはそれぞれ、この関係を図示し、一定の加速を描く線の下の領域が、総移動距離を示すことを主張した。後にエウクレイデスの『原論』の数学的解説書で、オレームはより詳細な全体的分析を行い、物体は各々の継続した増分の時間で奇数として増加する特性の増分を得ることを論証した。エウクレイデスは（一定量以下のすべての）奇数の和は平方数になることを証明したため、物体の増分で得る特性の総計は時間の二乗で増加する。

## 近代ヨーロッパ数学（西暦1400〜1600年頃）
ルネサンス初期のヨーロッパでは、数学はまだローマ数字を使用した扱いにくい記法に制限され、記号を使用せずに単語で関係を説明していた：プラス記号、等号、未知数を示す {\displaystyle x} は使われなかった。
16世紀末までに、特にレギオモンタヌス（1436年-1476年）とフランソワ・ビエト（1540年-1603年）の貢献により、数学は現在使用される記法と相違の少ないインド・アラビア数字を使用して記述されるようになった。
16世紀のヨーロッパの数学者は、今日知られているように、他の世界に先例の無い進歩を始めた。その最初は三次関数の一般解法であり、一般に1510年頃のシピオーネ・デル・フェッロの功績とされているが、最初の出版はニュルンベルクのヨハネス・ペトレイアスによるジェロラモ・カルダーノの『偉大なる術』であり、これにはカルダーノの弟子ルドヴィコ・フェラーリによる四次方程式の一般解法も含まれていた。
この時点から、数学の発展は迅速となり、同時代の自然科学における進歩に貢献した。この進歩は印刷の発展に大いに支援された。最初に出版された数学の本は1472年のゲオルク・プールバッハの『惑星の新理論』であり、商業算術の本である1478年の『トレヴィーゾ算術書』が続き、最初の数学書であるエウクレイデスのユークリッド原論は1482年にラトドルトにより出版された。
航行の要求と広範囲に及ぶ正確な地図の必要性の増加を動機とし、三角法が数学の主要な部門となった。ピティスクス (Bartholomaeus Pitiscus) がこの語を、1595年に出版した『三角法』(Trigonometria) で最初に使用した。レギオモンタヌスの正弦および余弦の表は1533年に出版された。

## 17世紀

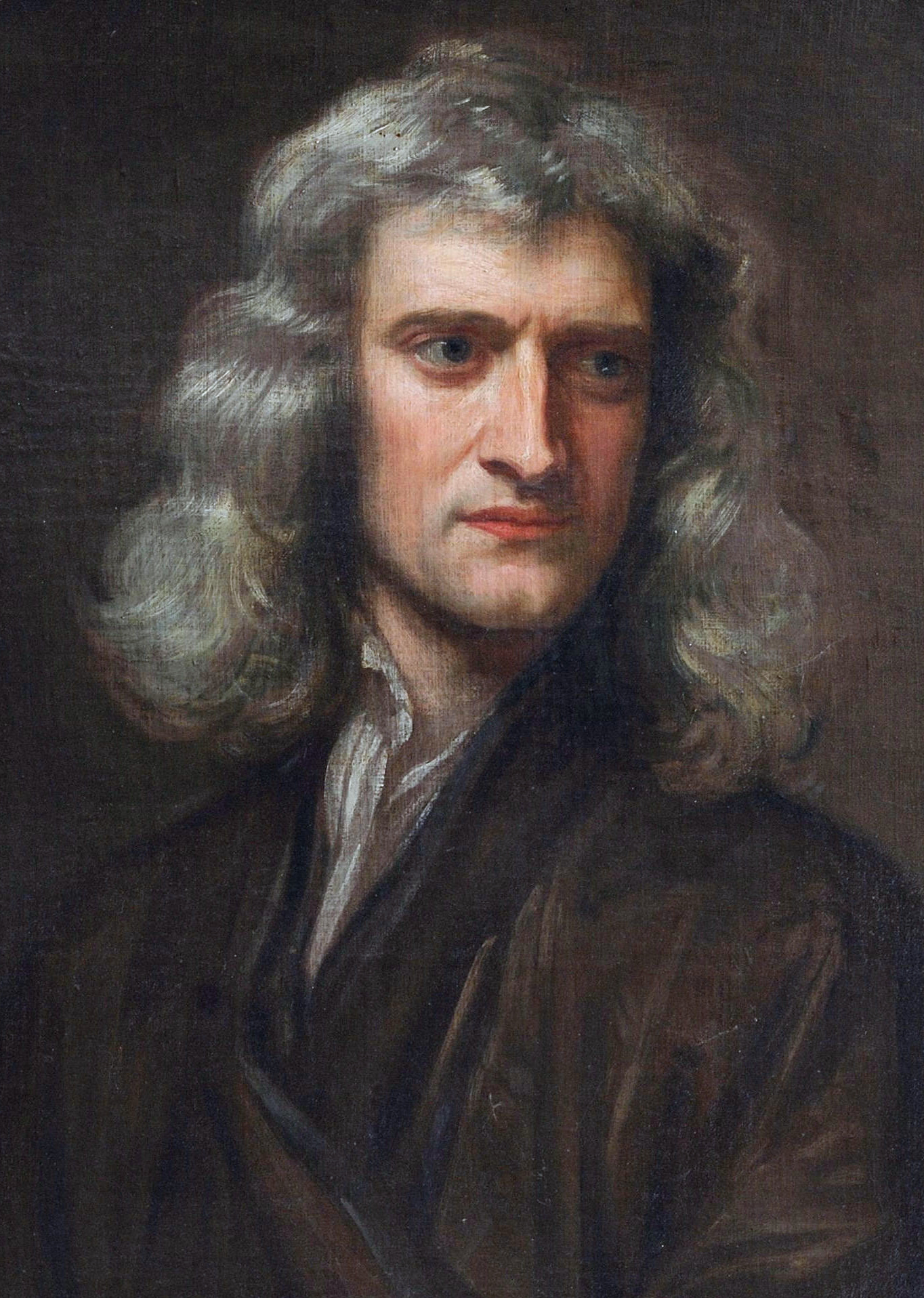
アイザック・ニュートン

17世紀には、ヨーロッパ全体で数学的および科学的概念の空前の爆発的発展が見られた。書簡によって、あるいはこのころ確立された印刷技術によって新しいアイデアは迅速に広まり、他の学者からの批判や拡張の試みなど数学者間の交流によって学問の進展が盛んになった。17世紀のヨーロッパ数学会における数学者間の交流においてマラン・メルセンヌを中心とした定期的な集まりと書簡の交流は大きな役割を果たしている。
イタリア人のガリレオ・ガリレイは、オランダからの輸入をもとにした望遠鏡を使用して、木星の衛星が軌道を描くことを観測した。ティコ・ブラーエは、惑星の天空中における位置を記述する膨大な量の数値データを収集した。彼の助手であるドイツ人のヨハネス・ケプラーはこのデータで研究を始めたが、スコットランドのジョン・ネイピアは、ケプラーの計算を助けようとする試みもあって、歴史上最初に自然対数の研究を行った。ケプラーは惑星運動の数学的規則をケプラーの法則として定式化することに成功した。
フランス人の数学者ピエール・ド・フェルマーと哲学者でもあるルネ・デカルトによって解析幾何学が開発され、惑星の軌道を直交座標系において描きとらえることができるようになった。多くの数学者によるそれまでの研究に立脚し、イングランドのアイザック・ニュートンはケプラーの法則を説明する物理法則を発見し、現在の微分積分学として知られる概念を寄せ集めた。これとは独立に、ドイツではゴットフリート・ライプニッツが微分積分学および現在でも使用される微分積分の記法のほとんどを発明した。この時代に科学と数学は国境を越えた営みとなり、すぐに全世界に広まった。
天文学の研究への数学の応用に加え、フェルマーとブレーズ・パスカルの交流により、応用数学が新たな領域に拡大を始めた。パスカルとフェルマーはギャンブルのゲームに関する議論で、確率論と対応する組合せ数学の研究の土台を築いた。パスカルは、成功の確率がわずかであっても報酬の期待値が無限であるような確率論的設定の存在を根拠に、人生を宗教に捧げることの正当性を論証しようと試みた。ある意味で、これは18世紀から19世紀における功利主義の発展の前兆であったともいえる。
17世紀のヨーロッパの大学の教授は哲学者が主であり、数学者たちの多くは王立協会などの君主たちによって設立されたアカデミーに関係していた。

## 18世紀

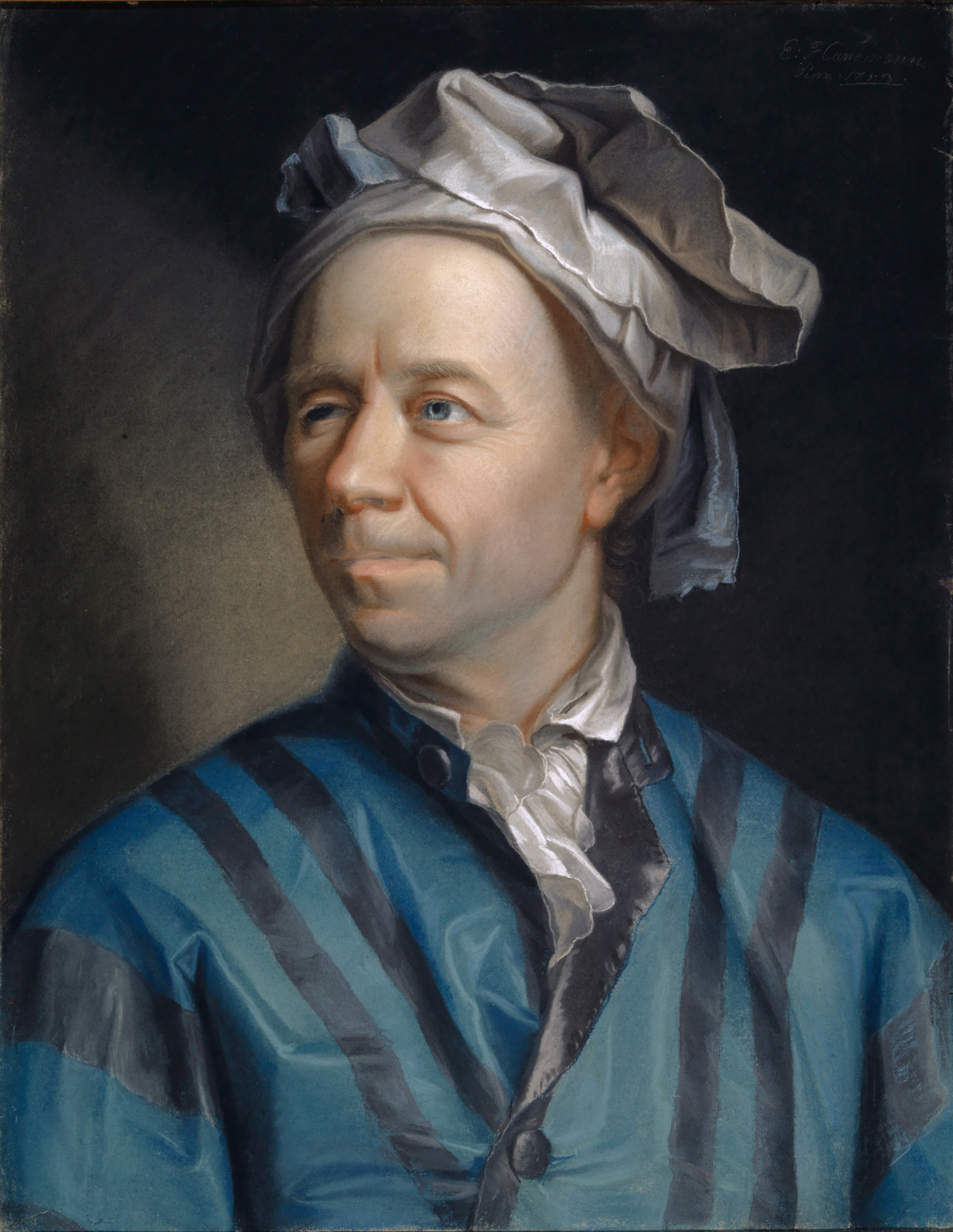
レオンハルト・オイラー

上で見たように、自然数 1、2、3、… に関する知識は現存するどんな文書よりも古い石板に残されている。メソポタミア、エジプト、インド、中国など最古の文明は、算術を知っていた。
現代数学の様々な数体系の発展について可能な考察として、古い数で行われた演算に関する質問に答えるために新しい数が研究・調査されてきた、というものが挙げられる。有史以前にすでに「3を掛けられ、答えが1になる数は?」という問いにこたえるものとして、分数が用いられた。また、インドと中国、はるか遅くにドイツで、「大きな数を小さな数から引いたときの答えは?」という問いの答として負の数が開発された。ほかに挙げられる自然な質問は：「2の平方根はどんな種類の数か?」 ギリシア人はそれが分数でないことを知っており、この質問は連分数の理論の発展に動機を与えたともいえる。しかし、よりよい回答はジョン・ネイピア（1550年-1617年）が開発し、後にシモン・ステヴィン (Simon Stevin) が完成した小数の発明でもたらされた。小数、および極限の観念を予期した概念を使用して、ネイピアは新しい定数を研究し、これをレオンハルト・オイラー（1707年-1783年）はネイピア数 e と命名した。
17世紀に創始された微分積分学はオイラーをはじめとする18世紀の数学者たちによってさらに発展させられた。オイラーによって書かれた3冊の解析学の教科書やダランベールとオイラーの間で議論された波動方程式の考察によって、17世紀の幾何学的な変分についての微分積分学の体系はより抽象的な、1変数ないし多変数の関数によって与えられる解析的な対象の研究へと変貌していった。
18世紀の確率論はヤコブ・ベルヌーイ、ド・モアブル、トーマス・ベイズ、ピエール＝シモン・ラプラスらの手によって、解析学の成果を取り込み発展させられた。この時代の成果に蓋然的確実性（ベルヌーイ）、確率評価精度の理論（ド・モアブル）、統計的推定（ベイズ、ラプラス）などがある。

## 19世紀

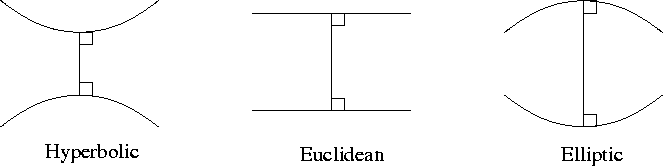
3つの幾何学における共通垂線を持つ直線のふるまい

19世紀の間に、数学は更に抽象的になった。19世紀は最高の数学者の一人と数えられるカール・フリードリヒ・ガウス（1777年-1855年）の時代でもある。自然科学への多数の貢献を別にしても、純粋数学において彼は複素解析学、幾何学、および級数の収束について革新的な業績を残した。彼は代数学の基本定理と平方剰余の相互法則に、最初の満足できる証明を与えた。
19世紀にはユークリッド幾何学の平行線公理が成立しないような非ユークリッド幾何学の2つの形式が発見された。ロシア人数学者のニコライ・ロバチェフスキーと彼のライバルであるハンガリー人数学者のボーヤイ・ヤーノシュは、独立に平行線の一意性が成立しないような双曲幾何学を発見した。この幾何学においては三角形の内角の和は180度未満である。楕円幾何学は19世紀後期に、ドイツ人数学者のベルンハルト・リーマンによって開発されたが、ここでは平行線は存在せず、この幾何学では三角形の内角の和は180度を超過する。リーマンはまた、3つの形式の幾何学を統一して膨大に普遍化するリーマン幾何学を開発し、曲線と表面の概念を普遍化した多様体の概念を定義した。
19世紀はまた、新たな抽象代数学の始まりの時代でもあった。ウィリアム・ローワン・ハミルトンによって非可換代数の概念が発展させられたし、一方でイギリスの数学者ジョージ・ブールによってブール論理が開発された。ブール論理は0と1の二つの数からなる体系であり、今日の計算機科学において重要な応用を持っている。
数学における新たな傾向に加えて、過去の数学、特に微分積分学について、オーギュスタン＝ルイ・コーシーとカール・ワイエルシュトラス、ベルンハルト・リーマンらによってより強固な基礎理論が与えられた。
また、数学の限界が初めて探求された。ノルウェー人のニールス・アーベルとフランス人のエヴァリスト・ガロアは、五次以上の代数方程式には一般的な代数的解法が無いことを証明した。他の19世紀の数学者はこの証明を応用して、定規とコンパスのみで任意の角度を三等分できないこと、与えられた立方体の2倍の体積を持つ立方体を構成できないこと、与えられた円の面積と等しい正方形を構成することができないことを証明した。古代ギリシャ時代以来の多くの数学者によるこれらの問題を解こうとする試みはついえることになった。
アーベルとガロアによる様々な多項式解法の研究は、群論および抽象代数学の関連分野の更なる発展の土台を築いた。20世紀の物理学者と科学者は、群論を対称性を研究する理想的な枠組みとみなした。
19世紀の終わりに向かって、ゲオルク・カントールは集合論を確立し、異なる数学分野での共通言語をあたえた。無限集合の導入は数学基礎論における論争を引き起こした。
19世紀には最初の数学の学会の設立が見られた。1865年にロンドン数学会、1872年にフランス数学会、1884年にパレルモ数学会、1883年にエディンバラ数学会、1888年にアメリカ数学会が設立された。前世紀の数学者たちがアカデミーに属していたのとは異なり、19世紀の数学者たちはおもにエコール・ポリテクニークなどの高等教育機関に属して活動するようになった。また、この時代の数学的な成果はクレレによって創刊された Journal für die reine und angewandte Mathematik をはじめとする学術誌において発表されるようになった。

## 20世紀

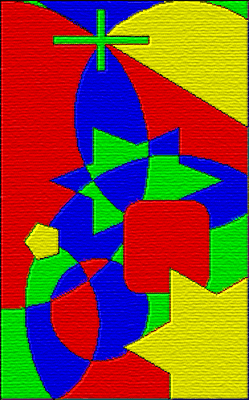
四色定理を示す図

20世紀以前は、世界中のいかなるときも、創造的な数学者はほんのわずかであった。ほとんどの場合、数学者はネイピアのように富裕層に属していたか、またはガウスのように裕福な支援者を持っていた。フーリエのように大学教授で生計を得るものはほとんどおらず、地位を得ることができなかったニールス・ヘンリック・アーベルは、栄養不良と結核により貧困の下26歳で世を去った。20世紀になって、数学者という職業が社会の中で占める位置は前より遥かに大きなものとなった。毎年、何百もの新しい数学博士号が与えられ、教職と産業の両方で仕事があった。数学の発展は幾何級数的に増加した。あまりにも多くの新たな開発があり、最も意味深いいくつかに言及し概観する。
1900年に、ダフィット・ヒルベルトは国際数学者会議においてヒルベルトの23の問題を提示した。この問題は、数学の多くの領域にまたがり、20世紀の数学の多くに対する関心の的となった。今日、10の問題が解決され、7つが部分的に解決され、2つが未解決である。残る4つについては定式化が曖昧なため解決か未解決かを述べることは不可能である。
1910年代、シュリニヴァーサ・ラマヌジャン（1887年-1920年）は、3,000を超える定理を開発した。これには高度合成数の固有性、整数分割とその漸化解析、擬テータ関数 (Ramanujan theta function) が含まれる。彼はまた、ガンマ関数、モジュラー形式、 発散級数、超幾何級数、および素数定理の大きな進展と発見を行った。
1930年代以降、フランスの数学者たちによって結成された「ブルバキ」グループは、ニコラ・ブルバキという偽名の下に一連の教科書を出版し、集合論に基づいて様々な数学の分野を統一的に記述しようと試みた。彼らの広範な分野に渡る著作のスタイルは、数学教育のあり方にも影響を与え、論争の的となった 。
1931年に、クルト・ゲーデルは、数理論理学における形式的体系の限界を述べる2つのゲーデルの不完全性定理を発表した。これによってダフィット・ヒルベルトが夢みた、基礎論に基づく全ての数学体系の矛盾のない記述を求める試みは死亡宣告を受けることになった。また、ゲーデルとポール・コーエンによって、連続体仮説がツェルメロ・フレンケルの公理系 (Zermelo–Fraenkel set theory) からは証明も反証もできないことが示された。
過去の有名な予想のうちいくつかは、20世紀になって開発されたより強力な技法によって解決されることになった。ヴォルフガング・ハーケンとケネス・アッペルは、1976年にコンピュータを使用して四色定理を証明した。 アンドリュー・ワイルズは数年にわたる独力の研究で、1995年にフェルマーの最終定理を証明した。また、20世紀になって数学の共同研究はかつてない規模で行われるようになった。有限単純群の分類 (Classification of finite simple groups) の理論は1955年から1983年の間に発行された、約100人の執筆による500余りの雑誌記事からなるが、その総体は何万ページにもわたる。
数理論理学、位相幾何学、カオス理論、ゲーム理論のような全く新しい数学の分野が、数学的手法で回答できる質問の種類を変化させた。20世紀の終わりまでに、数学は芸術の域にさえ達した。フラクタル幾何は、それまで見たことのないような美しいフラクタルアートを与える。

## 21世紀
21世紀初期、多くの教育者が新たな貧困層の数学的・科学的無教養に関する心配を述べている。一方で、数学、科学、工学、および科学技術が相互に知識、情報を作り上げ、古代哲学者が夢にも見なかった繁栄がもたらされている。
2003年に、グリゴリー・ペレルマンがミレニアム懸賞問題の一つであるポアンカレ予想を証明した。
2007年3月中旬に、北米と欧州中の研究者チームがコンピュータネットワークを使用して、E8 (E₈) （248次元の例外型単純リー環）の指標表を決定した。この E8 の理解がどのように応用できるかはまだ正確に知られていないが、この発見は現代数学のチームワークと計算機科学双方の大きな業績である。
2009年 、 ゴ・バオ・チャウにより、ラングランズ・プログラムの基本補題に数学的証明が与えられた。
2013年、テレンス・タオが素数が極端に偏ることなく分布することに関する素数の新定理発見。
2019年 、 ルイス・モーデルが提唱した「3つの立法数を足し引きすることにより、1～100の数をすべてつくれるか」という問題で、最後まで残っていた42が世界中のコンピュータ50万台をつなぐグリッド・コンピューティングで発見される。
2019年12月、テレンス・タオが「コラッツの問題」について偏微分方程式を用いて、「ほとんどすべての正の整数において正しい」とする論文を発表した。

## 未来
数学において観られる多くの傾向がある、最も注目されるのは、次のことである：分野が永続的に巨大化し、コンピュータが永続的に大いに重要に、そして強力になる、生命情報科学への数学の応用は急速に拡大している、そしてコンピュータによって促進された、科学と産業での生まれたデータの量は、爆発的に拡大している。